# ورزشگاه راگبی بازی‌های آسیایی نامدونگ
ورزشگاه راگبی بازی‌های آسیایی نامدونگ (به کره‌ای: 남동아시아드럭비경기장 만들기) یک ورزشگاه راگبی در شهر اینچئون، کره جنوبی است.
این ورزشگاه در سال ۲۰۱۳ تأسیس شده و ظرفیت آن ۵٬۰۷۸ نفر می‌باشد. مسابقات فوتبال زنان بازی‌های آسیایی ۲۰۱۴ و راگبی در این ورزشگاه برگزار شده است.